# 盐龟属
盐龟属（学名：Alatochelon）是一种已灭绝的陆龟属，目前该属已知的物种只有一种：莫夕亚盐龟（Alatochelon myrteum）。 

## 名称和推测的起源
盐龟属（Alatochelon）的拉丁学名前半段来源于古希腊语中的“alato”，意为“盐”；以及后半段的“chelon” ，意为“乌龟”。 “盐”指的是墨西拿盐度危机，据推测，苏卡达陆龟可能在这场危机中跨越边界进入了欧洲，并通过异域物种形成分化为了莫夕亚盐龟（Alatochelon myrteum） 。“Myrteum”一词源于拉丁语中的“myrtle”，该词为“Murica”的古名，Murica 是西班牙的一个小地区（穆尔西亚地区），之所以将其小种名取名叫“myrteum”是因为在那里发现了第一块莫夕亚盐龟的化石。 

## 描述
莫夕亚盐龟是一种大型陆龟，生存于上新世早期。截至 2023 年，目前只发掘出一块化石，该化石来自西班牙穆尔西亚地区；因此它的其确切范围未知。 该物种有高大的甲壳，并且至少一米 。其他定义特征包括较长的颈盾和较宽的颈切迹。 

## 行为
该物种很有可能是草食动物。 